# واگنهوف
واگنهوف (به آلمانی: Wagenhoff) یک شهر در آلمان است که در گیفهورن واقع شده‌است. واگنهوف ۱٬۱۸۱ نفر جمعیت دارد.